# Marcin Koniusz
Marcin Krzysztof Koniusz (Sosnowiec, 12 settembre 1983) è uno schermidore polacco, specializzato nella sciabola. Ha vinto tre medaglie d'argento ed una di bronzo ai Campionati europei di scherma.

## Palmarès
In carriera ha conseguito i seguenti risultati:
- Europei di scherma

Bourges 2003: bronzo nel sciabola a squadre.
Copenaghen 2004: argento nel sciabola individuale ed a squadre.
Zalaegerszeg 2005: argento nel sciabola a squadre.